# Louis Buisseret
Louis Emile Antoine Maxime Buisseret (Binche, 24 maart 1888 – Ukkel, 25 mei 1956) was een Waals-Belgische kunstschilder, tekenaar en graveur. Hij schilderde realistische portretten, naakten en stillevens. Buisseret was medestichter van de kunstenaarsgroep Nervia en was directeur van de kunstacademie van Bergen.

## Levensloop

### Jeugd en opleiding
Buisseret was de zoon van een leraar uit Binche die er eveneens gemeentesecretaris was. Al op vroege leeftijd toonde hij een grote interesse in de tekenkunst. In 1904 schreef Buisseret zich in aan de kunstacademie van Bergen waar hij graveerkunst volgde bij Louis Greuze, een leerling van de School van Ingres met zeer precieze tekeningen. Buisseret volgde er eveneens schilderkunst bij academiedirecteur Emile Motte. Op de academie maakte hij kennis met Anto Carte, met wie hij vriendschap sloot.
In 1905 stelde Buisseret voor het eerst tentoon op de grote nationale tentoonstelling in zijn geboortestad Binche waarvoor hij eveneens de affiches voor de festiviteiten rond de Gilles van Binche van dat jaar ontwierp.
Buisseret ging in 1908 naar de Koninklijke Academie voor Schone Kunsten in Brussel en volgde er schilderkunst bij Herman Richir en tekenkunst bij Jean Delville. Deze laatste zou een grote invloed op zijn later artistiek werk hebben. Als leerling aan de academie won Buisseret in 1910 met het werk Adoration des bergers een eervolle vermelding (3e  prijs) in de Belgische Prix de Rome-wedstrijd in de schilderkunst en in 1911 won hij met het werk Nu gravé de eerste prijs in de Prix de Rome-wedstrijd in de graveerkunst.
Nadat de opleiding aan de Brusselse academie voltooid was, ondernam Buisseret in 1913 samen met zijn vader een studiereis naar Italië en bezocht er Venetië, Firenze, Siena en Rome om er de werken van de Italiaanse kunstenaars uit de Quattrocento en de Cinquecento zoals Andrea Mantegna, Domenico Ghirlandaio en Rafaël te bestuderen. Tijdens de Eerste Wereldoorlog reisde Buisseret nog naar Duitsland, Oostenrijk, Spanje, Portugal en Nederland.

### Buisseret als kunstenaar

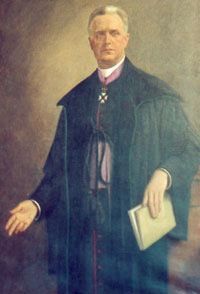
Portret van Simon Deploige

Buisseret schilderde vooral realistische portretten, naakten en stillevens. In 1919 kreeg hij de prijs van de provincie Henegouwen voor zijn werk. Vanaf 1920 nam Buisseret actief deel aan de vooraanstaande salons en galerietentoonstellingen in het land zoals deze van de Brusselse Galerie Georges Le Roy in 1921. In 1922 trouwde hij met Emilie Empain die veel model voor hem zou staan; haar serene uitstraling maakte de potloodtekeningen en schilderijen tot ware madonna-achtige afbeeldingen. Datzelfde jaar nam hij deel aan het salon van de Bergense kunstenaarsgroep Le Bon Vouloir die na zijn dood retrospectieven zou organiseren in 1956 en 1971.
In 1927 werd een van Buisserets werken geweigerd op het Salon van La Louvière wegens een te obsceen karakter. Zijn vriend Anto Carte nam de verdediging van Buisseret op zich en verweet het salon een onvolwassen houding. Dit incident was de voorbode voor de oprichting van de kunstenaarsgroep Nervia in 1928 door Buisseret, Carte en Léon Eeckman. De groep gaf steun aan jonge beloftevolle Waalse kunstenaars als tegenhanger van het Vlaams expressionisme uit Sint-Martens-Latem dat toen hoogtij vierde.
De Nervia-periode was eveneens de bloeiperiode van Buisseret. In 1929 kreeg hij de zilveren medaille op het Salon van Barcelona. Datzelfde jaar werd hij eveneens directeur van de kunstacademie van Bergen waar hij Emile Motte opvolgde. Hij bleef 20 jaar aan het roer van de academie en gaf er eveneens les in de schilderkunst.
Zijn werk uit de jaren 1930 werd vooral beïnvloed door Giorgio de Chirico terwijl zijn stillevens uit de jaren 1940 en 1950 vooral bestonden uit voorwerpen zoals vazen, kruiken, bekers en waterkannen die op een realistische, zeer gedetailleerde wijze werden weergegeven.
In 1947 werd Buisseret lid van de Académie royale de Belgique. Hij nam in 1948 deel aan de Biënnale van Venetië. In 1952 werd Buisseret verheven tot commandeur in de Leopoldsorde.
Buisseret stierf in 1956 op 68-jarige leeftijd; de begrafenisrede werd uitgesproken door kunstschilder Pierre Paulus. In het Musée des beaux-arts van Bergen werd van september 1997 tot januari 1998 een grote retrospectieve rond Buisseret gehouden.

## Werken (selectie)
- L'adoration des bergers (1910), Tweede prijs in de Belgische Prix de Rome-wedstrijd
- Nu gravé (1911), Eerste prijs in de Belgische Prix de Rome-wedstrijd
- Lucie et les Bambins (1922), Parijs
- La maternité aux raisins (1923)
- La famille du peintre (1925), Madrid
- Dialogue (1927)
- Jour d'été (1928)
- Impéria (1930)
- Mater Beata (1931), Bergen, Musée des beaux-arts
- Hellade (1931), Antwerpen
- Allégorie (1934)
- La voix du silence (1938)
- La lecture (1938)
- Le pain et le vin (1951)
- Visite à la malade (1951)
- Composition statique (1953)
- Nature morte au panier (1954)
- Nature morte à la grenade (1955)